# Pavillon du Prince Teng
Le Pavillon du Prince Teng (chinois simplifié : 滕王阁 ; chinois traditionnel : 滕王閣 ; pinyin : Téngwáng Gé) se situe sur la rive est de la rivière Gan dans la ville de Nanchang dans la province de Jiangxi en Chine. L'édifice a été au fil du temps plusieurs fois détruit par des incendies puis reconstruit.

## Historique
Le pavillon est bâti en 653 par Li Yuanying, frère cadet de l'empereur Tang Taizong. Li Yuanjing est intronisé Prince Teng en 639 et passe son enfance à Suzhou. Une vingtaine d'années après l'achèvement de la construction, le poète Wang Bo écrit un célèbre poème intitulé Préface au pavillon du Prince Teng.

## Calendrier des reconstructions
| Année | Évènement |
| ----- | --- |
| 653   | Construction |
| 675   | Reconstruit |
| 790   | Reconstruit |
| 820   | Reconstruit |
| 848   | Reconstruit après un incendie |
| 1108  | Reconstruit et extension avec deux nouvelles structures. Le bâtiment nord est nommé Pavillon vert-émeraude , le bâtiment sud est nommé Pavillon de la rivière rapide |
| 1294  | Installé sur les murailles de la ville. |
| 1336  | Reconstruit |
| 1436  | Reconstruit après un affaissement dans la rivière |
| 1452  | Reconstruit après un incendie. |
| 1468  | Reconstruit après un effondrement. |
| 1527  | Reconstruit après le soulèvement de Chenhao |
| 1599  | Reconstruit peu avant un effondrement. |
| 1616  | Reconstruit après un incendie |
| 1634  | Reconstruit |
| 1648  | Détruit après un incendie |
| 1654  | Reconstruit |
| 1679  | Reconstruit après un incendie. |
| 1682  | Reconstruit après un incendie |
| 1685  | Reconstruit après un incendie |
| 1702  | Reconstruit |
| 1706  | Reconstruit après un incendie |
| 1731  | Détruit dans un incendie |
| 1736  | Reconstruit |
| 1743  | Reconstruit |
| 1788  | Reconstruit. |
| 1805  | Reconstruit |
| 1812  | Reconstruit |
| 1847  | Reconstruit deux fois |
| 1853  | Détruit dans un incendie de trois jours pendant la Révolte des Taiping                                                                                               |
| 1873  | Reconstruction |
| 1909  | Reconstruit après un incendie |
| 1926  | Détruit par ses gardes durant l'attaque de Nanchang par l'Expédition du Nord                                                                                         |
| 1935  | Tentative de reconstruction stoppée par l'invasion japonaise. |
| 1985  | Reconstruit |
| 1991  | Les pavillons vert-émeraude et rivière rapide sont restaurés. |

## Galerie

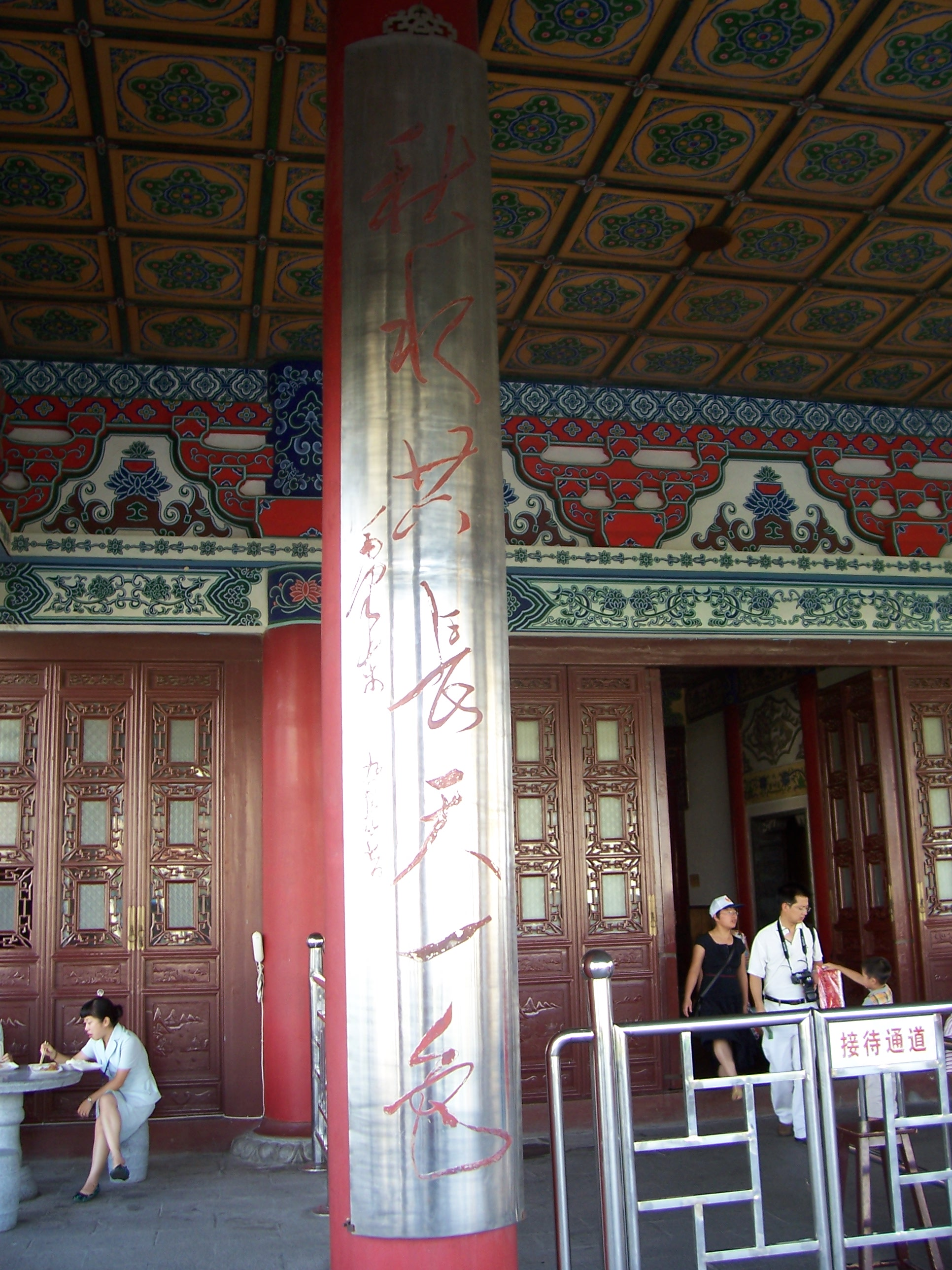
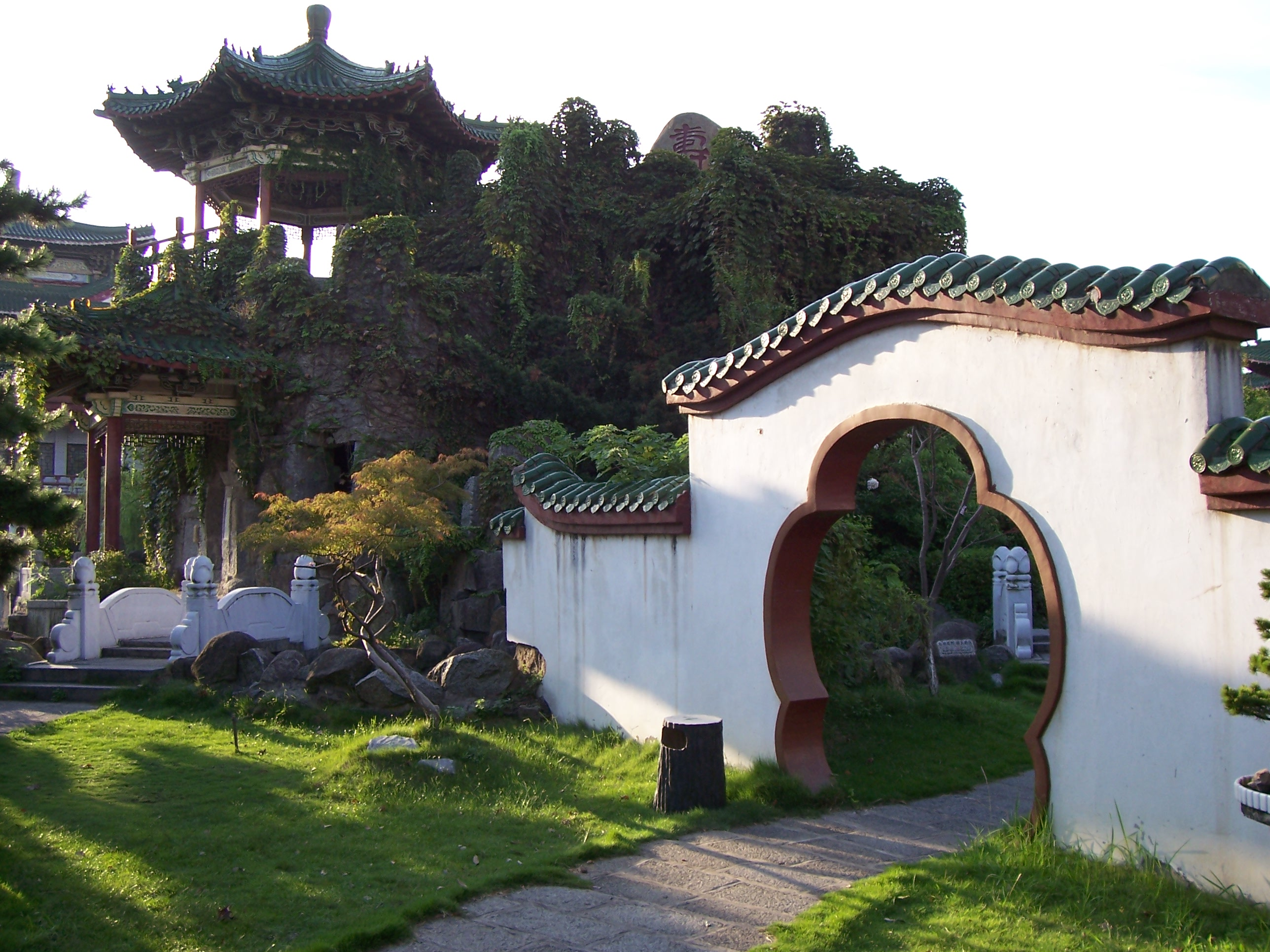
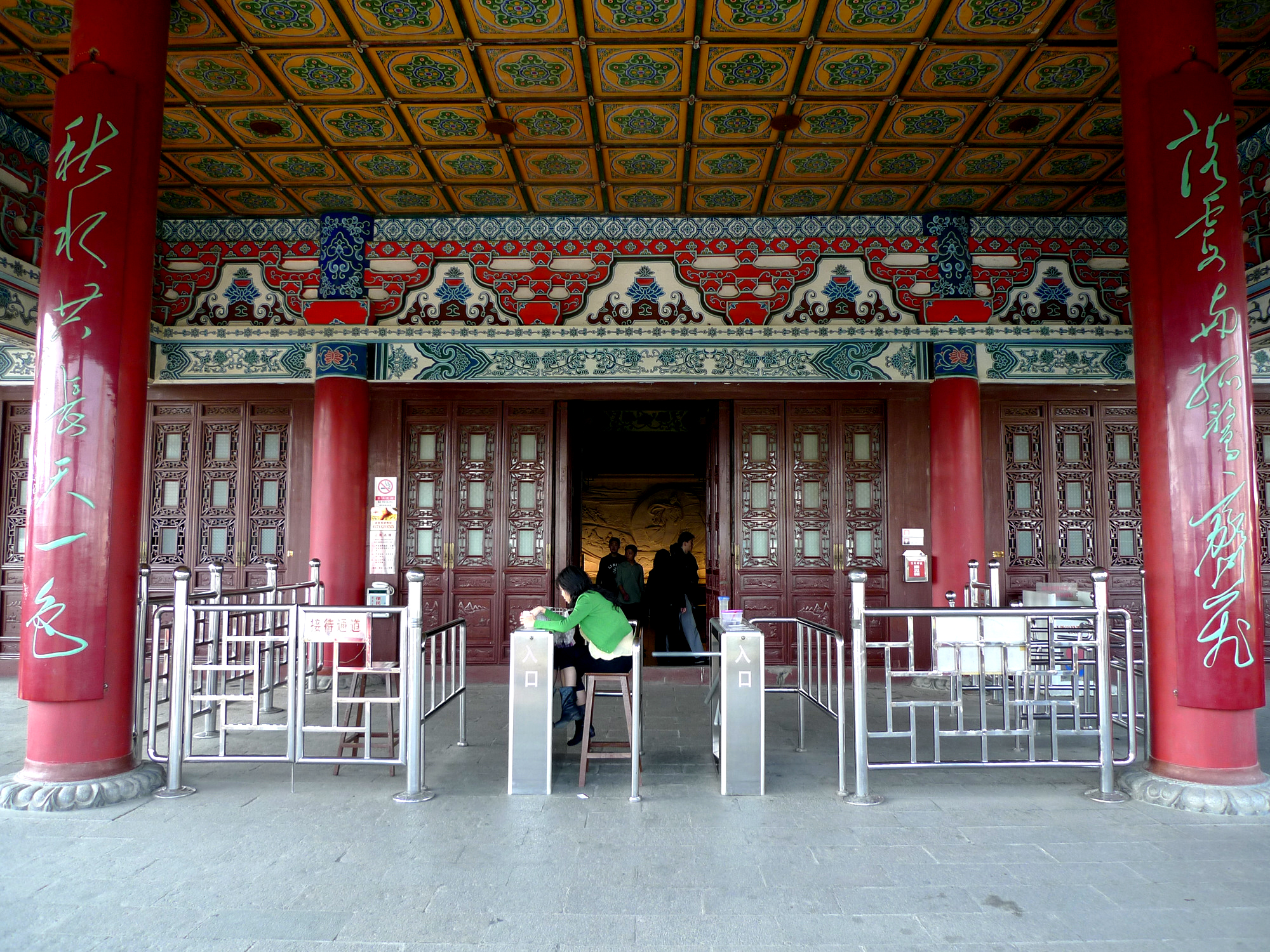
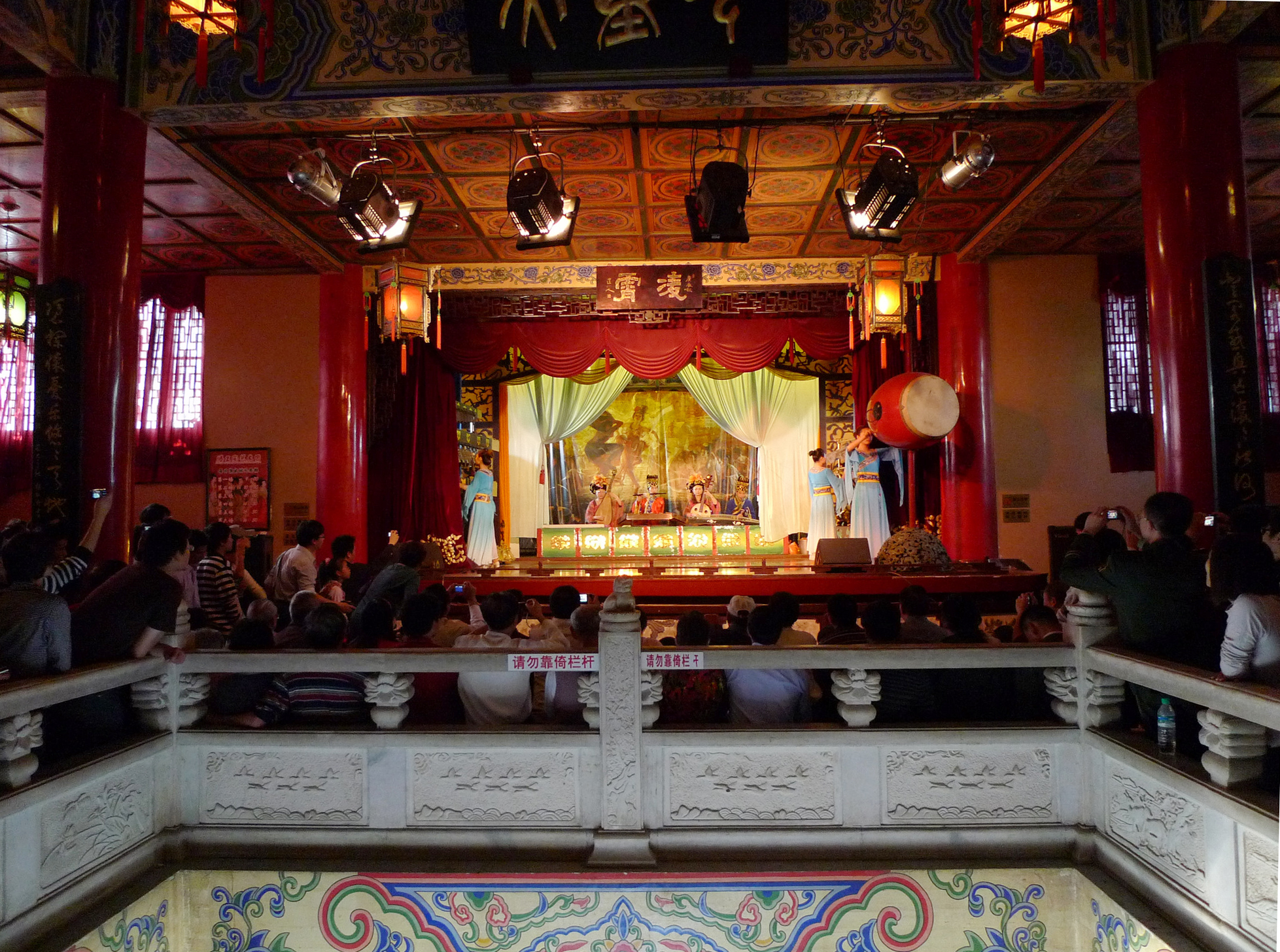
Troisième étage du pavillon